# Erich Martin (Fußballspieler)
Erich Martin (* 17. Juli 1929) ist ein ehemaliger deutscher Fußballspieler. Er spielte von 1951 bis 1956 für Turbine Erfurt in der DDR-Oberliga, der höchsten Spielklasse im DDR-Fußball. 1954 und 1955 wurde er Fußballmeister.

## Sportliche Laufbahn
Als 22-Jähriger kam Martin zum ersten Mal bei der Betriebssportgemeinschaft (BSG) Turbine Erfurt in einem Oberligaspiel zum Einsatz. In der Begegnung des 18. Spieltages Rotation Babelsberg – Turbine Erfurt (4:2) am 7. Januar 1951 vertrat er den nicht einsatzbereiten Stürmer Helmut Lipper. Als Turbine Erfurt am Saisonende gemeinsam mit der BSG Chemie Leipzig an der Tabellenspitze der Oberliga stand und in das Entscheidungsspiel um die Meisterschaft gehen musste, kam Martin in der 12. Minute für den verletzten Heinz Hammer zum Einsatz. Die Erfurter verloren das Spiel mit 0:2.
In der Mammutsaison 1951/52 mit 36 Punktspielen boten die andauernde Verletzung Hammers und die Abwanderung mehrerer Spieler zu Eintracht Braunschweig Martin die Möglichkeit, sich in die Stamm-Mannschaft der Erfurter hineinzuspielen. Dies gelang ihm endgültig in der Rückrunde, in der er, nachdem er zuvor schon sieben Oberligaspiele bestritten hatte, alle restlichen 18 Punktspiele absolvierte. Er wurde als Linksaußenstürmer eingesetzt, kam aber nur zweimal zum Torerfolg. 1952/53 gehörte er ebenfalls zum Stammpersonal, wurde in den 32 Punktspielen 29-mal eingesetzt und kam diesmal auf sechs Punktspieltore.
In der Saison 1953/54 wurde Turbine Erfurt zum ersten Mal DDR-Fußballmeister. Neu in die Mannschaft war Konrad Wallroth gekommen, der Martin aus der Stammelf verdrängte, sodass dieser in der ersten Meistersaison nur noch fünfmal in der Oberliga eingesetzt wurde, und wo ihm auch nur noch ein Tor gelang. Als Turbine Erfurt 1954/55 den Meistertitel erfolgreich verteidigte, war Martin völlig aus dem Blickfeld geraten. Gegen Saisonende wurde er noch zweimal für Wallrodt bzw. Hammer eingewechselt, und damit war seine Oberligakarriere nach 66 Meisterschaftsspielen mit neun Torerfolgen beendet.
28-Jährig wechselte er 1957 zur BSG Stahl Maxhütte in die viertklassige Bezirksliga Gera.